# Стиль Адельфі

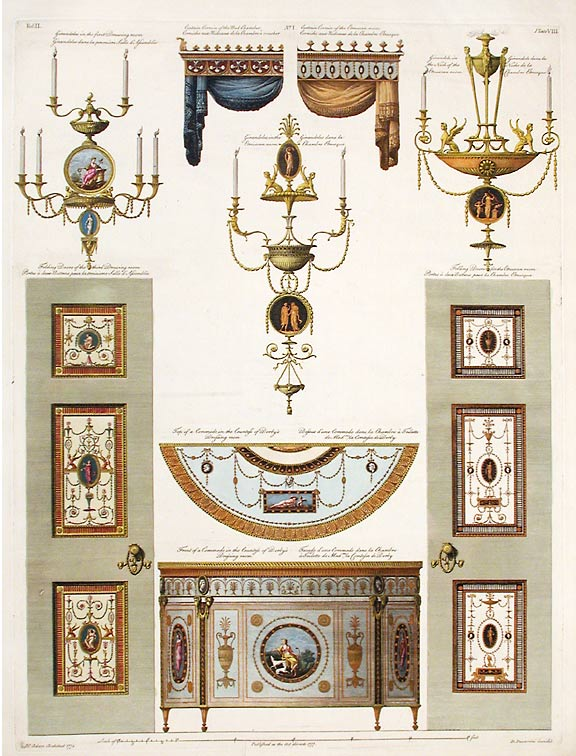
Приклад інтер’єру від братів Адамів

Стиль Адельфі, стиль Адамів — неокласичний стиль у інтер’єрі та архітектурі 18 століття. Створений трьома шотландськими братами, з яких найвідомішими є  Роберт Адам (1728–1792) і Джеймс Адам (1732–1794).